# IC 1328
IC 1328 ist eine Spiralgalaxie vom Hubble-Typ Sc im Sternbild Steinbock auf der Ekliptik. Sie ist schätzungsweise 493 Millionen Lichtjahre von der Milchstraße entfernt.
Das Objekt wurde am 25. August 1892 von Stéphane Javelle entdeckt.